# 로튼 토마토
로튼 토마토(Rotten Tomatoes)는 영화 관련 웹사이트 가운데 하나이다. 영화에 대한 소식, 비평, 정보 등을 제공한다. 주로 비평가 위주의 평점을 매기는 곳이다. 사이트 이름은 옛날 공연을 보던 관객들이 연기력이 매우 나쁜 연기자들에게 토마토를 던졌던 것에서 비롯되었다.

## 내용
로튼 토마토의 평가 지수는 '신선도'라 부른다. 영화나 비디오 게임에 대한 비평을 모아 긍정적인 평가인 '신선함'(fresh)과 부정적인 평가인 '썩음'(rotten)로 나눈 뒤, 이들을 종합하여 영화에 대한 총평을 내린다. 2008년 4월 현재 모든 평론이 긍정적인 영화도 100편 이상이 있으며, 그중에서 가장 많은 평론을 받은 작품은 《토이 스토리 2》로, 121개의 평이 모두 긍정적이며, 평균 점수는 8.5/10이다. 한편 로튼 토마토에서 2007년에 발표한 "최악의 영화 100선"에서는 《엑스 VS 세버》가 1위에 올랐다. 이 영화는 102개의 평론이 전부 부정적인 평가였으며, 평균 2.6/10의 점수를 받았다.

## 발자취
로튼 토마토는 1998년 8월 19일 '미국의 여러 평가자들의 평가를 모아 놓는 사이트'를 목적으로 한 센흐 더옹(Senh Duong)에 의해 만들어졌다.

## 같이 보기
- 메타크리틱 - 음반, 게임, 영화, 방송, DVD, 책 등에 대한 리뷰를 모아 놓은 곳
- IMDb